# Новоскварявська сільська рада
| Новоскварявська сільська рада — орган місцевого самоврядування у Жовківському районі Львівської області з адміністративним центром у с. Нова Скварява. Історична дата утворення: в 1939 році. Водоймища на території, підпорядкованій даній раді: річки Свиня, Баланда. Сільській раді підпорядковані населені пункти: - с. Нова Скварява - с. Липники |

## Склад ради
Рада складається з 14 депутатів та голови.

### Керівний склад ради
| ПІБ                     | Основні відомості                                                 | Дата обрання | Дата звільнення |
| ----------------------- | ----------------------------------------------------------------- | ------------ | --------------- |
| Кравець Марія Федорівна | Сільський голова, 1962 року народження, освіта, позапартійна      | 26.03.2006   | 31.10.2010      |
| Струс Степан Дмитрович  | Сільський голова, 1967 року народження, освіта вища, безпартійний | 31.10.2010   |                 |

Примітка: таблиця складена за даними джерела